# Heber City
La ville de Heber City est le siège du comté de Wasatch, dans l’État de l’Utah, aux États-Unis. Sa population s’élevait à 11 362 habitants lors du recensement de 2010. 

## Histoire
Heber City a été peuplée à la fin des années 1840 par des pionniers mormons. Elle porte le nom de Heber Kimball, qui fut le premier conseiller de Brigham Young de 1847 à 1868.

## Démographie
| Groupe            | Heber City | Utah | États-Unis |
| ----------------- | ---------- | ---- | ---------- |
| Blancs            | 87,7       | 86,1 | 72,4       |
| Autres            | 8,2        | 6,0  | 6,4        |
| Métis             | 1,6        | 2,7  | 2,9        |
| Asiatiques        | 1,1        | 2,0  | 4,8        |
| Amérindiens       | 0,8        | 1,2  | 0,9        |
| Afro-Américains   | 0,4        | 1,1  | 12,6       |
| Océano-Américains | 0,1        | 0,9  | 0,2        |
| Total             | 100        | 100  | 100        |
|                   |            |      |            |
| Latino-Américains | 18,4       | 13,0 | 16,7       |

Selon l'American Community Survey pour la période 2010-2014, 81,98 % de la population âgée de plus de 5 ans déclare parler l'anglais à la maison, 16,51 % déclare parler l'espagnol et 1,51 % une autre langue.

## Source
- (en) Cet article est partiellement ou en totalité issu de l’article de Wikipédia en anglais intitulé « Heber City, Utah » (voir la liste des auteurs).

1. ↑  « Population and Housing Unit Estimates » (consulté le 9 juin 2017)
2. ↑  United States Census Bureau, « Census of Population and Housing » [archive du 26 avril 2015] (consulté le 17 octobre 2014)
3. ↑  (en) « Heber City, UT Population - Census 2010 and 2000 », sur censusviewer.com.
4. ↑  (en) « Population of Utah - Census 2010 and 2000 », sur censusviewer.com.
5. ↑  (en) « Language spoken at home by ability to speak english for the population 5 years and over. Universe: Population 5 years and over. 2010-2014 American Community Survey 5-Year Estimates », sur factfinder.census.gov.